# 阿布峇卡泰益
拿督巴杜卡阿布峇卡泰益（1943年3月21日—），马来西亚从政者，为巫统党员。他曾经于1995年至2008年代表国民阵线当选为吉打浮罗交怡的国会议员 。